# Een lied voor Achilles
Een lied voor Achilles (originele titel: The Song of Achilles) is een Amerikaanse roman geschreven door Madeline Miller. De relatie van Patroclus en Achilles staat centraal, verteld vanuit het perspectief van Patroclus. Het boek is vertaald naar het Nederlands door Robert Neugarten in 2012.

## Verhaal
Patroclus, de zoon van koning Menoetius, vermoordt per ongeluk de zoon van een adel en wordt verbannen naar Phthia, waar hij Achilles, de zoon van koning Peleus en de zeenimf Thetis, ontmoet. Ze worden vrienden en Patroclus wordt verliefd op Achilles. Thetis is tegen een relatie omdat ze vindt dat een sterveling met lage status een ongeschikte partner is voor haar zoon. Ze probeert de twee te scheiden door Achilles te sturen naar Chiron maar Patroclus loopt weg naar Pelion waar achilles traint met Chiron. Op Pelion groeien ze samen op en vormen ze een intieme band met elkaar. 

## Ontwikkeling
Miller was al geïnteresseerd op vroege leeftijd in het verhaal van Achilles doordat haar moeder de Ilias voorlas in haar kindertijd. Ze was bijzonder geïntrigeerd door Patroclus, een minder belangrijk personage dat toch een significant betekenis biedt voor de uitkomst van de Trojaanse oorlog. Naast de Ilias nam Miller ook inspiratie bij Ovidius, Vergilius, Sophocles, Apollodorus, Euripides, en Aeschylus.
In het boek zijn Achilles en Patroclus dezelfde leeftijd, wat verschilt in de Ilias van Homerus waar Achilles veel ouder is dan Patroclus. Ze nam inspiratie voor dit verschil bij de Achilleid van Publius Papinius Statius. Het duurde Miler tien jaar om het boek te schrijven.  Na het afmaken van een manuscript dat vijf jaar heeft geduurd om te voltooien, was ze volledige opnieuw begonnen met schrijven.

## Ontvangst
In juli 2022 had Een lied voor Achilles twee miljoen exemplaren verkocht. Het boek kreeg een aanzienlijke stijging in verkoop door een TikTok-video. Volgens The New York Times is dit een goed voorbeeld hoe "BookTok" en virale videos op sociale media een drive zijn voor het succes van literatuur.
In haar recensie schreef Natalie Haynes in The Guardian dat Een lied voor Achilles "poëtischer dan bijna elke vertaling van Homerus" en "een diep ontroerende versie van het Achillesverhaal" is.  Mary Doria Russell prees de roman eveneens in haar recensie voor The Washington Post, waarbij ze positief sprak over "het proza dat net zo schoon en sober is als de poëzie van Homerus."  In zijn recensie voor The Dallas Morning News stelde Brian Woolley: "Zelfs voor een kenner van de Griekse literatuur, zoals Miller, is het herschrijven van de eerste en grootste oorlogsroman van de westerse wereld een ontzagwekkende taak. Dat ze het met zoveel elegantie, stijl en spanning heeft gedaan, is verbazingwekkend." 

### Prijzen en nominaties
| Jaar | Prijs                               | Categorie                     | Uitslag   |
| ---- | ----------------------------------- | ----------------------------- | --------- |
| 2012 | Orange Prize for Fiction            | /                             | Gewonnen  |
| 2013 | ALA Rainbow Book List               | Young Adult/Crossover Fiction | Top Tien  |
| 2013 | Chautauqua Prize                    | /                             | shortlist |
| 2013 | Gaylactic Spectrum Awards           | Roman                         | Gewonnen  |
| 2013 | Independent Booksellers' Book Prize | /                             | shortlist |
| 2013 | Massachusetts Center for the Book   | Must-Read                     | Longlist  |
| 2013 | RUSA CODES Reading List             | Historische fictie            | shortlist |
| 2013 | Stonewall Book Award                | Literatuur                    | Honer     |